# The Thorskogs Sessions
The Thorskogs Sessions är ett studioalbum av Kristofer Åström som följde med den limiterade utgåvan av 2005 års So Much for Staying Alive. Skivan består av heminspelningar och innehåller förutom Åströms egna låtar även en cover på Faithless "Mass Destruction".

## Låtlista
1. "The Lost Bonanza" – 1:47
2. "Maidenhead" – 6:34
3. "The Black Dog" (pianoversionen) – 7:01
4. "The Race" – 4:25
5. "Loupita" #"4" – 3:44
6. "Gubbängen" – 1:41
7. "The Coo Coo" – 3:41 (trad.)
8. "The Black Dog" (gitarrversionen) – 3:53
9. "Mass Destruction" – 9:52 (Faithless)
10. "Givers of the World" – 3:47

### Fotnoter
1. ↑  ”The Thorskogs Sessions”. Discogs.com. http://www.discogs.com/Kristofer-%C3%85str%C3%B6m-Hidden-Truck-So-Much-For-Staying-Alive/release/2091336. Läst 12 maj 2012.